# یدی‌بلاغ (هوراند)
یدی‌بلاغ یکی از روستاهای استان آذربایجان شرقی است که در دهستان دودانگه بخش مرکزی شهرستان هوراند واقع شده‌است. این روستا ۲۹۷ نفر جمعیت دارد.